# Hutovo Blato
Hutovo Blato är ett naturreservat i Bosnien och Hercegovina. Den ligger i den södra delen av landet, 100 km sydväst om huvudstaden Sarajevo.
Terrängen runt Hutovo Blato är huvudsakligen kuperad, men den allra närmaste omgivningen är platt. Närmaste större samhälle är Čapljina, 9,8 km nordväst om Hutovo Blato. 
Trakten runt Hutovo Blato består i huvudsak av gräsmarker. Runt Hutovo Blato är det ganska tätbefolkat, med 93 invånare per kvadratkilometer.